# Ivo Blaha
Ivo Blaha (født 14. marts 1936 i Litomyšl, Tjekkoslovakiet, død 27. november 2023) var en tjekkisk komponist og lærer.
Blaha studerede komposition ved Akademiet for udøvende Kunst i Prag hos Jaroslav Ridky og Vladimir Sommer. Han studerede videre på kompositionskurser med Emil Hlobil. Blaha skrev en symfoni, orkesterværker, kammermusik, korværker, instrumentalværker, vokalværker, filmmusik etc. Han underviste en årrække som lærer i komposition på Akademiet for udøvende Kunst.

## Udvalgte værker
- Symfoni (1977) - for strygere
- Percussionkoncert (1964) - for slagtøj og orkester
- Violinkoncert (1968) - for violin og orkester
- "Makrokosmos" (1954) - for klaver
- 4 Strygekvartetter (1957, 1966, 1983, 2000)